# Divulgação da mescla de energia
A divulgação da mescla de energia é uma obrigação legal, de acordo com a legislação da União Europeia, para que os distribuidores de energia elétrica, forneçam informação aos consumidores de onde esse energia provém, assim como das toneladas de dióxido de carbono que são emitidas, para que essa energia possa ter sido produzida.

## Nota semântica
Apesar do termo anglófono mix ser por vezes usado, é, do ponto de vista semântico mais correto, usar-se a palavra mescla, já que, de acordo com o dicionário da Porto Editora, significa coisa composta por elementos diferentes, combinação ou mistura, que para o efeito sendo de energia, significa exatamente o que se tenta definir com a expressão em Inglês energy mix.